# Ubi arcano Dei consillo
Ubi arcano Dei Consilio (укр. Де таємничий Божий план) — енцикліка Папи Пія XI від 23 грудня 1922 р., що вважається «статутом» Католицької Акції. Він вважав девіз свого понтифікату «лат. Pax Christi» (світ Христа) в «лат. Regno Christi» (царство Христове). Пієм XI детально розглядалися причини Першої світової війни та занепаду суспільної моралі. Він намагався відновити 1-й Ватиканський Собор, але відклав це питання з огляду на складну повоєнну світову ситуацію.

## Ідея Католицької Дії
Насправді про Католицьку Дію згадується лише мимоволі, і це також показує, що Пій XI не мав на увазі конкретної форми організації. У цій енцикліці Пій XI Католицьку Акцію розглядає як участь апостольства мирян (священство парафіян) в апостольстві ієрархії (царське Священство). Протягом XIX століття термін «апостолат» був зарезервований виключно для єпископів та Пап Римських, можливо, також для духовенства та релігійних орденів, тому за Пієм XI масове використання цього терміна повстало і для діяльності мирян. Досі хтось бачив їхнє завдання діяти для Церкви, але тепер їх діяльності довіряла Церква. Досі вони розглядалися як опора для захисту Церкви в суспільно-політичному протистоянні, але тепер їх поступово визнають суб'єктами власне церковного життя, як активну частину Тіла Христового (лат. Corpus Christi).

## Започаткування в Італії
Папа Пій XI у своїй енцикліці для цих католицьких течій ввів термін «італ. Azione Cattolica». Закликаючи до спільного священства всіх охрещених, він закликав усіх вірян поширювати та оновлювати Христове Царство (царство Боже на Землі). Він визначив це апостольство як участь мирян в ієрархічному апостоляті, вплив на якість добору у клірики. На другому плані стояла гостра проблема ворожості до Церкви лібералізму, яка підкреслювала незалежність світського від церковного заступництва та заперечення участі священників у суспільному житті. З цих причин Папа вважав за доцільне, щоби мирянський світ не стояв осторонь, а натомість брав участь у святій боротьбі у тісному зв'язку з церковною ієрархією та її настановами, і це чинити з повною відданістю своїх людей через молитву та християнську діяльність, християнський образ життя.